# العلاقات السيشلية المالطية
العلاقات السيشلية المالطية هي العلاقات الثنائية التي تجمع بين سيشل ومالطا.

## مقارنة بين البلدين
هذه مقارنة عامة ومرجعية للدولتين:
| وجه المقارنة                                              | سيشل                                                | مالطا                                                     |
| --------------------------------------------------------- | --------------------------------------------------- | --------------------------------------------------------- |
| المساحة (كم2)                                             | 459                                                 | 316                                                       |
| عدد السكان (نسمة)                                         | 95.84 ألف                                           | 465.29 ألف                                                |
| الكثافة السكانية (ن./كم²)                                 | 20.88 ألف                                           | 147.24 ألف                                                |
| العاصمة                                                   | فيكتوريا                                            | فاليتا                                                    |
| اللغة الرسمية                                             | لغة فرنسية، لغة إنجليزية، اللغة الكريولية السيشيلية | اللغة المالطية، لغة إنجليزية                              |
| العملة                                                    | روبية سيشلية                                        | يورو، ليرة مالطية                                         |
| الناتج المحلي الإجمالي (بليون دولار)                      | 1.49 مليار                                          | 12.54 مليار                                               |
| الناتج المحلي الإجمالي (تعادل القوة الشرائية) بليون دولار | 2.54 مليار                                          | 14.68 مليار                                               |
| الناتج المحلي الإجمالي الاسمي للفرد دولار أمريكي          | 15.48 ألف                                           | 22.60 ألف                                                 |
| الناتج المحلي الإجمالي للفرد دولار أمريكي                 | 26.42 ألف                                           |                                                           |
| مؤشر التنمية البشرية                                      | 0.772                                               | 0.839                                                     |
| رمز المكالمات الدولي                                      | +248                                                | +356                                                      |
| رمز الإنترنت                                              | .sc                                                 | .mt                                                       |
| المنطقة الزمنية                                           | ت ع م+04:00                                         | توقيت وسط أوروبا، ت ع م+01:00، ت ع م+02:00، أوروبا/مالطا ‏ |

## منظمات دولية مشتركة
يشترك البلدان في عضوية مجموعة من المنظمات الدولية، منها:
| علم المنظمة | اسم المنظمة                               | تاريخ انضمام سيشل | تاريخ انضمام مالطا |
| ----------- | ----------------------------------------- | ----------------- | ------------------ |
|             | يونسكو                                    | 18 أكتوبر 1976    | 10 فبراير 1965     |
|             | وكالة ضمان الاستثمار متعدد الأطراف        | 15 سبتمبر 1992    | 12 سبتمبر 1990     |
|             | الأمم المتحدة                             | 21 سبتمبر 1976    | 1 ديسمبر 1964      |
|             | دول الكومنولث                             | 1976              | ?                  |
|             | الفريق المعني برصد الأرض                  | ?                 | ?                  |
|             | الاتحاد البريدي العالمي                   | ?                 | ?                  |
|             | البنك الدولي للإنشاء والتعمير             | 29 سبتمبر 1980    | 26 سبتمبر 1983     |
|             | الاتحاد الدولي للاتصالات                  | 17 سبتمبر 1999    | 1965               |
|             | منظمة حظر الأسلحة الكيميائية              | 29 أبريل 1997     | ?                  |
|             | مؤسسة التمويل الدولية                     | 11 يونيو 1981     | 1 يونيو 2005       |
|             | المركز الدولي لتسوية المنازعات الاستشارية | 19 أبريل 1978     | 3 ديسمبر 2003      |
|             | منظمة الشرطة الجنائية الدولية             | 1 سبتمبر 1977     | ?                  |

## وصلات خارجية
- موقع وزارة الخارجية السيشلية
- موقع وزارة الخارجية المالطية